# Candelaria (Tenerife)
Pour les articles homonymes, voir Candelaria.
Candelaria est une commune de la province de Santa Cruz de Tenerife dans la communauté autonome des Îles Canaries en Espagne. Elle est située à l'est de l'île de Tenerife, au sud de Santa Cruz de Tenerife
Dans la Basilique de la Candelaria, on peut voir une statue de la sainte patronne des îles Canaries, Notre-Dame de Candelaria.

## Géographie

### Localisation

Localisation de l'île de Tenerife dans les Îles Canaries.
Localisation de Candelaria dans l'île de Tenerife.

| La Matanza de Acentejo                  | El Rosario |                  |
| Santa Úrsula et La Victoria de Acentejo | Candelaria | Océan Atlantique |
|                                         | Arafo      |                  |

### Transports
- TF-1
- Route ancienne de Santa Cruz de Tenerife - Arona

## Histoire
Les origines historiques de la Villa Mariana (capitale spirituelle des îles Canaries) retour à l'apparition de la Vierge Marie, qui selon la légende, a été retrouvé près de la plage (municipal actuel Güímar) plage Chimisay au XIVe siècle, à l'époque des Guanches et le roi ordonna zone autochtones de maintenir la "figure étrange". Plus tard, l'image de la Vierge a été prise dans une grotte derrière l'actuelle Basilique de Notre-Dame de la Candelaria.
Plusieurs églises ont été construites pendant des siècles pour vénérer la vierge, en 1949 commença la construction de la basilique actuelle, achevée en 1959. Candelaria est maintenant une destination touristique majeure dans l'archipel, reçoit plus de 2,5 millions de visiteurs chaque année.

## Démographie
| An   | Population | Densité |
| ---- | ---------- | ------- |
| 1991 | 10 688     | 215,8   |
| 1996 | 12 392     | 250,2   |
| 2001 | 14 247     | 287,7   |
| 2002 | 15 980     | 322,7   |
| 2003 | 17 938     | 362,2   |
| 2004 | 19 197     | 387,7   |
| 2005 | 20 628     | 416,6   |
| 2006 | 21 415     | 470,5   |
| 2007 | 20 628     | 453,3   |
| 2009 | 24 319     | 494,49  |

## Patrimoine
Les principaux sites ou monuments de la ville sont :
- Basilique de Notre-Dame de la Candelaria : est dédiée à la Vierge de la Candelaria (Patronne des îles Canaries)[1]. Il est le plus important sanctuaire catholique dans les îles Canaries et l'un des plus importants en Espagne, avec plus de 2,5 millions de visiteurs par an[1],[2].
- Place de la Patronne des Canaries : est une grande esplanade située devant la Basilique de la Candelaria, on trouve aussi les célèbres sculptures des neuf Menceyes Guanches (rois indiens) de Tenerife.
- Cueva de San Blas : est une grotte où les indigènes vénéraient la Vierge avant la construction de la basilique et les églises successives ont été construits depuis l'arrivée de la Vierge à l'endroit. Il est situé juste derrière la basilique.
- Iglesia de Santa Ana : est l'église paroissiale de la ville, l'église actuelle est le XVIIIe siècle, bien qu'il ait été construit sur un début du XVIe siècle, la chapelle.

## Galerie

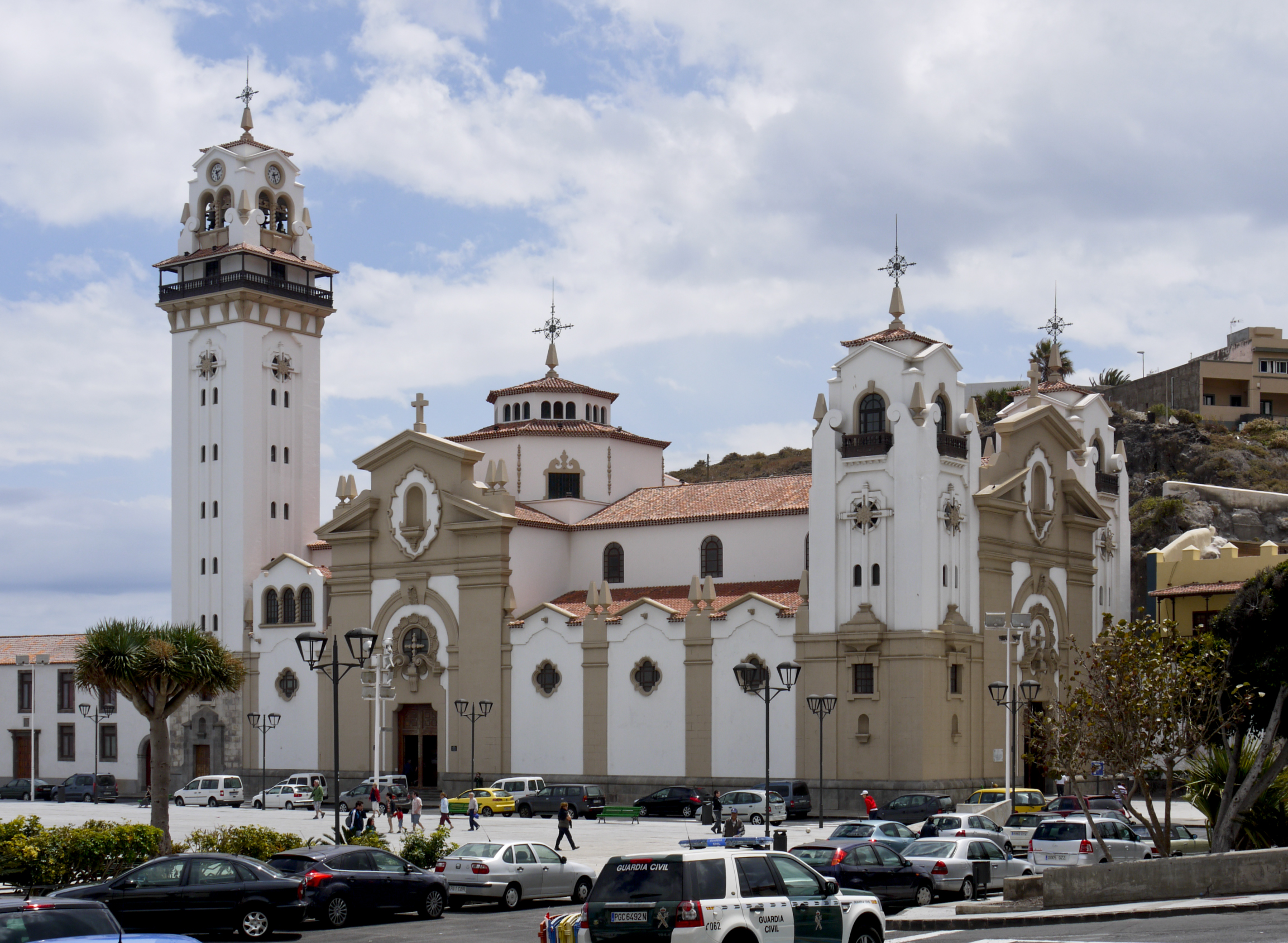
Basílica de Nuestra Señora de la Candelaria.
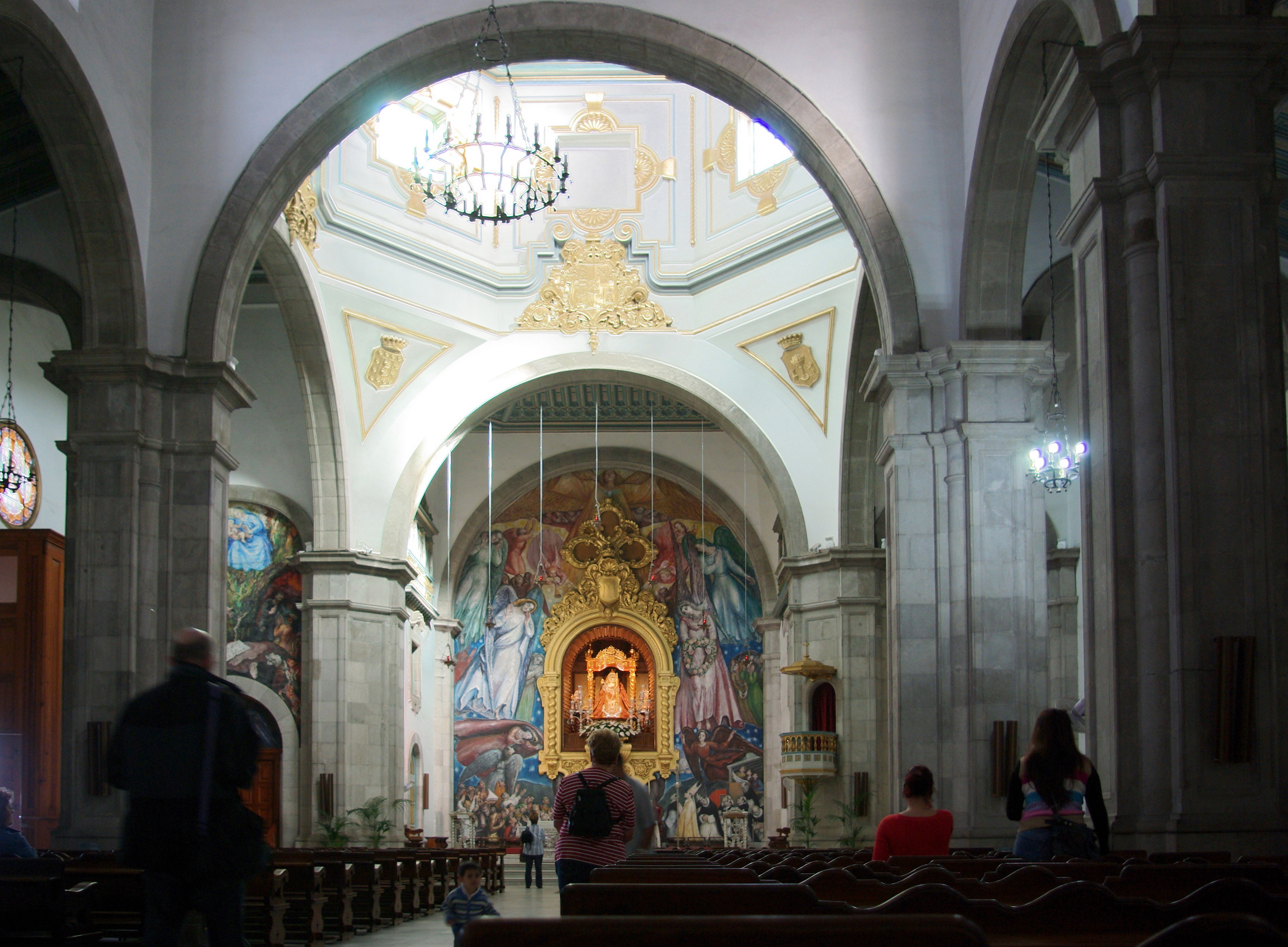
Basílica de Nuestra Señora de la Candelaria.
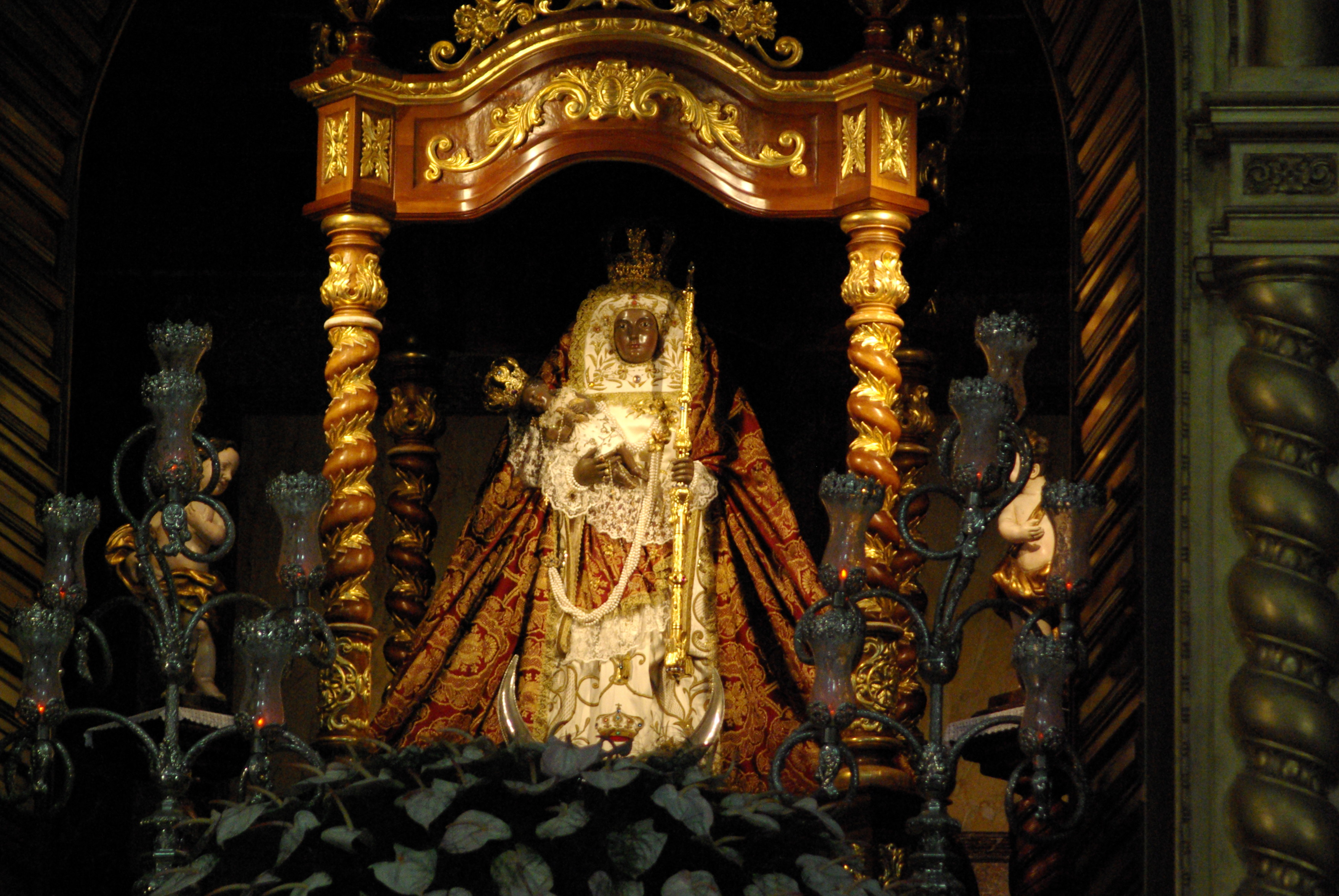
Basílica de Nuestra Señora de la Candelaria, Virgen de la Candelaria.
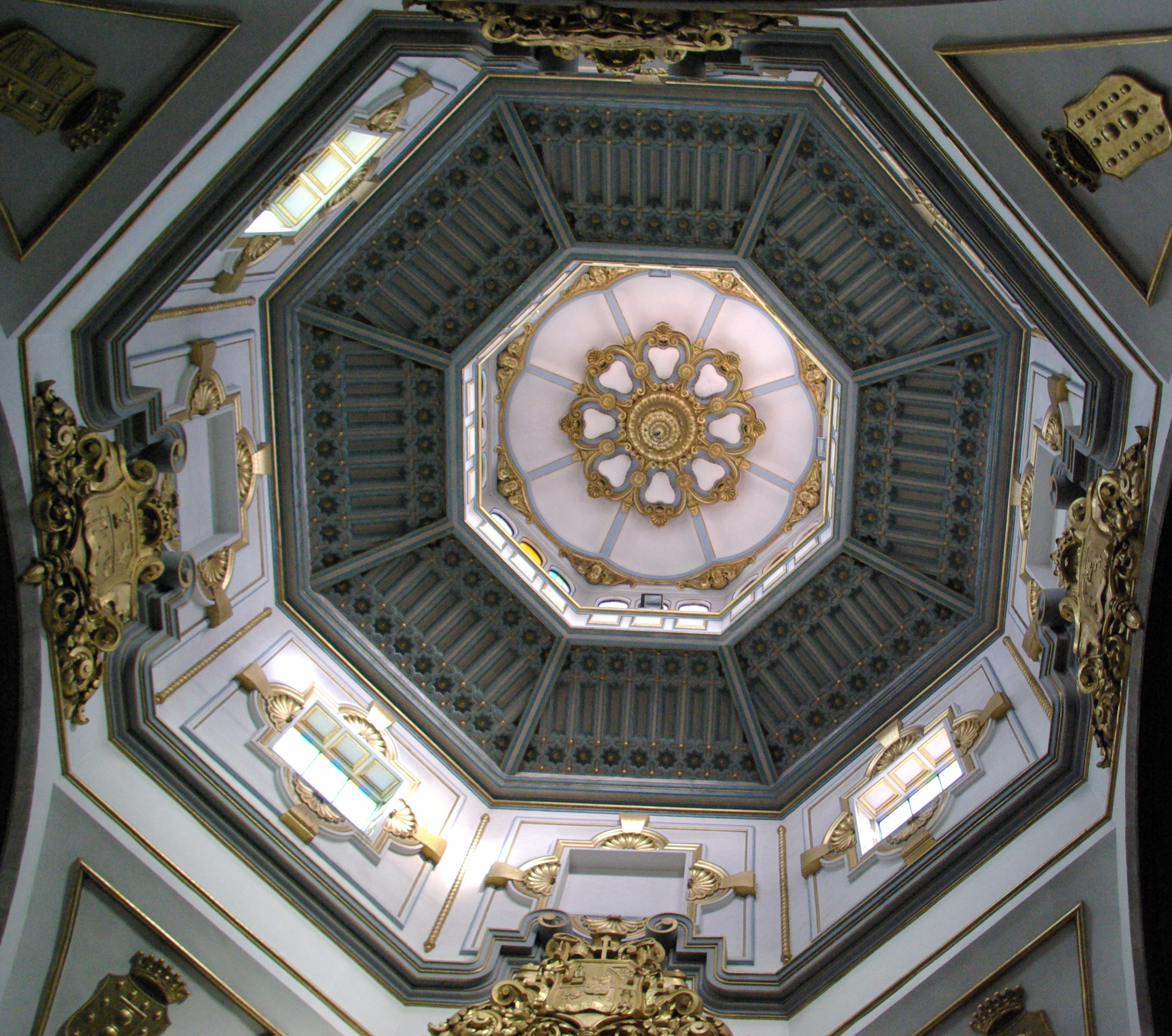
Basílica de Nuestra Señora de la Candelaria.
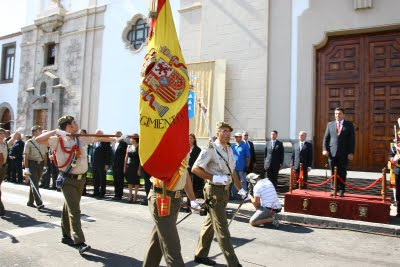
Parade militaire pendant la fête de la Vierge.